# Due South
Due South (Rumbo al Sur en España o Directo al Sur en Hispanoamérica) es una serie canadiense policíaca de drama-comedia, creada por Paul Haggis, producida por Alliance Communications, y protagonizada por Paul Gross, David Marciano, y posteriormente Callum Keith Rennie. La serie consta de 67 episodios divididos en cuatro temporadas, desde 1994 hasta 1999.
Situada en Chicago, la serie sigue las aventuras del agente de policiía Benton Fraser (Paul Gross), un Policía Montada del Canadá, que es destinado como adjunto al consulado de Canadá, pero trabaja con el detective Raymond Vecchio de departamento de policía de Chicago, para resolver criímenes ayudado por el compañero de Fraiser, Diefenbaker, un perro-lobo blanco y sordo. A partri de la tercera temporada, Fraser trabaja con el detective Stanley Kowalski (Callum Rennie), que es destinado en el departamento para suplantar la identidad del detective Vecchio, quien había sido destinado como infiltrado en un caso.
El comienzo de la relación se establece en el episodio piloto, cuando Fraser es temporalmente enviado a Chicago para ayudar a Vecchio con la investigación del asesinato del padre de Fraser, que también era un policía Montada del Canadá. Durante el proceso de búsqueda, Fraser consigue destapar un escándalo medioambiental de corrupción que involucra directamente a alguno de los miembros de la Policía Montada del Canadá, causando gran vergüenza y despidos en los territorios del Noroeste, de donde Fraser provenía. Esto le declara persona non grata en Canadá y dentro de la Policía Montada del Canadá, y es por ello por lo que se le asigna permanentemente en Chicago.
Este drama policíaco con ciertas pinceladas de comedia, juega con la diferencia estereotípicas que existen entre la cultura canadiense y americana, y en particular, la metodología de Fraser extremadamente diplomática contrastada con la personalidad y métodos del detective Vecchio, mucho más robusta y determinada.

## Historia
Rumbo al Sur originalmente comenzó como un telefilme en la CTV en Canadá y en la CBS en los Estados Unidos. Después de obtener una recepción mejor de la esperada, Rumbo al Sur pasó a ser una serie de drama en 1994. Fue la primera serie de origen Canadiense que se colocaría en prime time en una de las grandes cadenas de Estados Unidos. Sin embargo, CBS cambiaba su horario de emisión constantemente y era remplazada con facilidad, con lo que mantener una audiencia fija fue imposible.
Después de la primera temporada (de 24 capítulos), la CBS canceló la serie, pero el éxito de la serie en Canadá y en el Reino Unido habilitó que la productora de la compañía apostase por la segunda temporada (de 18 capítulos), que fue emitida desde 1995 a 1996. El show volvió a emitirse en la CBS a finales de 1995 (CBS pidió cinco episodios más, aunque sólo emitiría cuatro de ellos), a pesar de ello la CBS no renovó la serie.
Después de un año de paréntesis, la CTV revivió las series en 1997, con subvenciones internacionales (de la BBC, ProSiebenSat.1 Media AG y TF1), y continuó durante dos temporadas más, hasta 1999. En los Estados Unidos, las temporadas tres y cuatro fueron unificadas en una única temporada de 26 episodios para syndication. Los episodios posteriores a 1997 se denominaron spin-off de la serie original. A pesar de la aclamación por parte de la crítica y de la calurosa recepción por parte de la audiencia americana, Rumbo al Sur nunca llegó a ser un gran éxito en Estados Unidos; Sin embargo, fue una de las series con mayor votación en una cadena canadiense. El show siguió siendo popular en Reino Unido y se convirtió en uno de los pocos shows no británicos que consiguieron un hueco en la noche de los fines de semana en prime time en BBC One. En el Reino Unido, Rumbo al Sur fue emitida los martes desde el 9 de mayo de 1995, consiguiendo gran aclamación crítica, recibiendo comparaciones con Northern Exposure y gracias a audiencias de 8 millones, hasta que un cambio en junio hizo que pasase a los viernes, siendo eliminada de la programación en julio. Más tarde volvería a ser emitida en septiembre los martes. La segunda temporada fue emitida las noches de los sábados desde el 27 de julio de 1996 y todo función de forma similar, pero fue eliminada de la programación en octubre con cinco episodios de la temporada sin ser emitidos. Estos se emitirían finalmente en enero de 1997. La BBC cofinanció la tercera pero peleó por encontrar un hueco en las noches de los sábados, y sólo cinco episodios de la serie serían emitidos en mayo y junio de 1998, con el recordatorio de que se emitiría finalmente en navidades de 1998. La temporada final, emitida desde mayo a noviembre de 1999, fue cambiada por la BBC Two pero consistentemente volvió a funcionar bien, con audiencias de aproximadamente dos millones de espectadores, apareciendo de forma regular entre los 10 mejores shows del canal. Hasta finales de la serie en 1999, BBC Two inmediatamente comenzó a emitir reposiciones, y la serie fue emitida de nuevo en ITV3 en 2006. También sería emitida desde el 18 de octubre de 2010, de nuevo en la BBC Two